# 濟公 (1995年電視劇)
《濟公》，1995年台視六點半檔古裝連續劇，由周明增、陳文山、鄭志偉領銜主演。闡述善有善報、惡有惡報之因果教育，1995年10月31日於台視首播。

## 播出時間
| 頻道 | 所在地 | 播出日期                     | 播出時間                   | 備註 |
| ---- | ------ | ---------------------------- | -------------------------- | ---- |
| 台視 | 臺灣   | 1995年10月31日-1996年11月5日 | 每週一至週五 18:30 - 19:00 |      |

## 單元列表

### 香積井
| 播出集數        | 單元 | 單元名稱 | 演員-角色 |
| 第1集-第5前半集 | 1    | 香積井   | 周明增 - 濟公 慕鈺華 - 白靈 陳文山 - 廣亮 鄭志偉 - 必清 汪白 - 元空 王希華 - 黑風 玉尚 - 李志魁 許過頭 - 劉道士 吳松 - 志魁父 洪瑞霞 - 志魁母 張秋枝 - 白靈化身的婦人 康祺 - 樵夫 李波 - 錢如明 李家珍 - 錢夫人 王昱翔 - 木匠師 |

### 懷孕郎
| 播出集數         | 單元 | 單元名稱 | 演員-角色 |
| 第5後半集-第11集 | 2    | 懷孕郎   | 周明增 - 濟公 慕鈺華 - 白靈 陳文山 - 廣亮 鄭志偉 - 必清 汪白 - 元空 王希華 - 黑風 王晨旭 - 秦斌 林秀琴 - 洪秀英 侯傑 - 秦相國 李玉芬 - 秦夫人 丁祥 - 李懷春 天才 - 常德 |

### 黑風陣
| 播出集數          | 單元 | 單元名稱 | 演員-角色 |
| 第12集-第20前半集 | 3    | 黑風陣   | 周明增 - 濟公 慕鈺華 - 白靈 陳文山 - 廣亮 鄭志偉 - 必清 汪白 - 元空 王希華 - 黑風(胡峰) 玉尚 - 陳亮、慶安 沈瑞焜 - 劉員外 賈忠良 - 劉玉麟 |

### 瘋女劫
| 播出集數              | 單元 | 單元名稱 | 演員-角色 |
| 第20後半集-第25前半集 | 4    | 瘋女劫   | 周明增 - 濟公 慕鈺華 - 白靈 陳文山 - 劉知縣 石惠君 - 趙玉貞 田明 - 趙大海 李慧珊 - 趙王氏 馮元 - 林文龍 藍一萍 - 林潘氏 胡鈞 - 蘇鳳山、蘇鳳鳴 許過頭 - 蘇祿 曾浩綸 呂俍慧 李家珍 - 蘇母 翁順興 - 殺手 莫顯琛 - 湯頭 |

### 幽冥太子
| 播出集數              | 單元 | 單元名稱 | 演員-角色 |
| 第25後半集-第29前半集 | 5    | 幽冥太子 | 周明增 - 濟公 慕鈺華 - 白靈 陳文山 - 廣亮 鄭志偉 - 必清 汪白 - 元空 玉尚 - 陳亮 李㼈 - 陰人鳳 陳素珍 - 韓玉蓮 王晨旭 - 張文川 王琦 - 小翠 李慧珊 - 玉蓮母 李政翰 - 玉蓮父 |

### 雪娘
| 播出集數              | 單元 | 單元名稱 | 演員-角色 | 參考資料 |
| 第29後半集-第39前半集 | 6    | 雪娘     | 周明增 - 濟公 慕鈺華 - 白靈、雪娘 陳文山 - 廣亮 鄭志偉 - 必清 汪白 - 元空 王希華 - 黑風 玉尚 - 陳亮 藍一萍 - 雪娘 吳帆 - 崔俊生 張亞莉(張馨月) - 心蘭 沈瑞騰 - 董明 洪瑞霞 - 俊生母 張龍 - 吳員外 王琦 - 董蓮君(巧妹) 曾世明 - 吳少爺 小胖 - 崔貴 | [ 3 ]    |

### 天條
| 播出集數              | 單元 | 單元名稱 | 演員-角色 |
| 第39後半集-第46前半集 | 7    | 天條     | 周明增 - 濟公 慕鈺華 - 白靈(秋雪) 陳文山 - 廣亮 鄭志偉 - 必清 玉尚 - 陳亮 練昱廷 - 陳一心 林姿佑 - 仇娥 陳一成 - 高生 黃慧中 - 仇陳氏 紀來和 - 仇天 洪瑞霞 - 瑤池金母 吳世陽 - 太上老君 曾浩綸 - 家丁、衙役 呂俍慧 林玉雙 - 春香 盧彪 - 高知縣 蔡岳宏 - 平定侯 雷峰 - 師爺 張義貴 - 乞丐 高天發 - 店小二 林佳新 - 衙役 江冠宏 - 衙役 |

### 靈芝劫
| 播出集數              | 單元 | 單元名稱 | 演員-角色 |
| 第46後半集-第57前半集 | 8    | 靈芝劫   | 周明增 - 濟公 慕鈺華 - 白靈 陳文山 - 廣亮 鄭志偉 - 必清 汪白 - 元空 侯傑 - 柱子(開智) 王晨旭 - 王志遠 曾晴 - 素心 王琦 - 小秋 陳一成 - 楞子 李慧珊 - 柱子母 孫小明 - 趙彪 萬鴻貴 - 劉三 |

### 乾坤鼠
| 播出集數              | 單元 | 單元名稱 | 演員-角色 | 參考資料 |
| 第57後半集-第67前半集 | 9    | 乾坤鼠   | 周明增 - 濟公 慕鈺華 - 白靈 陳文山 - 廣亮 鄭志偉 - 必清 汪白 - 元空 王希華 - 黑風 阿南 - 乾坤鼠 玉尚 - 陳亮 易淑寬 - 李青娘 恬娃 - 姚美麗 顏朝山 - 惜花蜂 | [ 4 ]    |

### 三戲土地公
| 播出集數              | 單元 | 單元名稱   | 演員-角色 |
| 第67後半集-第74前半集 | 10   | 三戲土地公 | 周明增 - 濟公 慕鈺華 - 阿嬌 陳文山 - 廣亮 鄭志偉 - 必清 汪白 - 阿賜 阿南 - 乾坤鼠 盧彪 - 土地公 李慧珊 - 土地婆 何璦芸 - 何秀姑 梁碧蘭 - 美老鼠 球水 - 阿寶 王琦 - 阿蜜 張義貴 - 土地公 曾浩綸 - 官兵 |

### 御馬鈴
| 播出集數              | 單元 | 單元名稱 | 演員-角色 |
| 第74後半集-第82前半集 | 11   | 御馬鈴   | 周明增 - 濟公 慕鈺華 - 白靈 陳文山 - 廣亮 鄭志偉 - 必清 李㼈 - 李軍 陳素珍 - 張月娥 張文進 - 趙天 孫小明 - 劉義 張國強 - 王祥 兵承融 - 小寶 蘇天賜 - 門神 趙文山 - 門神 曾浩綸 江冠宏 |

### 靈珠子
| 播出集數              | 單元 | 單元名稱 | 演員-角色 |
| 第82後半集-第94前半集 | 12   | 靈珠子   | 周明增 - 濟公 慕鈺華 - 白靈 陳文山 - 廣亮 鄭志偉 - 必清 汪白 - 元空 玉尚 - 陳亮 陳怡真 - 明珠 吳帆 - 張天元 練昱廷 - 靈珠子(聖德) 江青霞 - 天元奶奶 胡鈞 - 劉員外 張秋枝 陳郁慧 |

### 鬧地府
| 播出集數               | 單元 | 單元名稱 | 演員-角色 |
| 第94後半集-第103前半集 | 13   | 鬧地府   | 周明增 - 濟公 慕鈺華 - 白靈 陳文山 - 廣亮(志明) 鄭志偉 - 必清 汪白 - 元空 王希華 - 黑風 李明憲 - 洪少龍 李沛綾 - 玉華 胡鈞 - 鍾馗 盧彪 - 閻羅王 萬鴻貴 - 鬼差 呂俍慧 |

### 天師符
| 播出集數                | 單元 | 單元名稱 | 演員-角色 |
| 第103後半集-第109前半集 | 14   | 天師符   | 周明增 - 濟公 慕鈺華 - 白靈 陳文山 - 廣亮 鄭志偉 - 必清 王希華 - 黑風 林秀琴 - 紫鳳 黃志強 - 李俊人 克峰 - 張金虎 鄭雅分 - 春花 |

### 孝子圖
| 播出集數                | 單元 | 單元名稱 | 演員-角色 |
| 第109後半集-第118前半集 | 15   | 孝子圖   | 周明增 - 濟公 慕鈺華 - 白靈 陳文山 - 廣亮 鄭志偉 - 必清 汪白 - 元空 阿南 - 乾坤鼠 華少江 - 林存孝 吳炎棟 - 林志剛 藍一萍 - 麗玲 嚴升鴻 - 石春生 王琦 - 秋蓮 |

### 金屋藏嬌
| 播出集數            | 單元 | 單元名稱 | 演員-角色 |
| 第118後半集-第127集 | 16   | 金屋藏嬌 | 周明增 - 濟公 慕鈺華 - 白靈、阿嬌 陳文山 - 廣亮、草草 鄭志偉 - 必清 汪白 - 元空 阿南 - 乾坤鼠 梁碧蘭 - 美老鼠 卓發 - 阿寶 恬娃 - 花花 孔龍 - 三腳貓 洪瑞霞 - 土地婆 |

### 千年屍怪
| 播出集數        | 單元 | 單元名稱 | 演員-角色 |
| 第128集-第136集 | 17   | 千年屍怪 | 周明增 - 濟公 慕鈺華 - 白靈 陳文山 - 廣亮 鄭志偉 - 必清 汪白 - 元空 陳怡真 - 秀秀 胡鈞 - 鍾馗 萬鴻貴 - 錢如命 許過頭 - 錢旺，錢來 小胖 - 錢滿 孔龍 - 秀秀爺爺 孫小明 - 屍怪 陳郁慧 - 錢夫人 |

### 畫中人
| 播出集數        | 單元 | 單元名稱 | 演員-角色 |
| 第137集-第145集 | 18   | 畫中人   | 周明增 - 濟公 慕鈺華 - 白靈 陳文山 - 廣亮 鄭志偉 - 必清(秦罔飼) 王希華 - 黑風 李雅婷 - 李俊男 劉昌豪 - 雷峰 陳郁蓉 - 青蛙精 羅以翔 邱莉珺 九孔 - 三叔公 李慧珊 - 九嬸婆 林佳新 - 村民 |

### 鴛鴦情
| 播出集數        | 單元 | 單元名稱 | 演員-角色 |
| 第146集-第152集 | 19   | 鴛鴦情   | 周明增 - 濟公 慕鈺華 - 白靈 陳文山 - 廣亮 鄭志偉 - 必清 易淑寬 - 許鴛鴦 練昱廷 - 何家駿 劉昌豪 - 雷峰 胡嘉玲 - 小娟 雷峰 - 王發 侯傑 - 李老實 呂俍慧 - 鴛鴦大嫂 李俊義 - 鴛鴦哥哥 王昱翔 |

### 笑收貪嗔癡
| 播出集數            | 單元 | 單元名稱   | 演員-角色 |
| 第153集-第162前半集 | 20   | 笑收貪嗔癡 | 周明增 - 濟公 慕鈺華 - 白靈 陳文山 - 廣亮 鄭志偉 - 必清 王耿豪 - 方瑞光、曹子建 王琦 - 仇含煙、甄宓 李㼈 - 伍源、袁熙 曾晴 - 方夫人 吳炎棟 - 方老爺 藍一萍 - 仇夫人 |

### 柳燕娘
| 播出集數                | 單元 | 單元名稱 | 演員-角色 |
| 第162後半集-第175前半集 | 21   | 柳燕娘   | 周明增 - 濟公 慕鈺華 - 白靈 陳文山 - 廣亮 鄭志偉 - 必清 鄭雅分 - 綠姬 阿南 - 乾坤鼠 潘麗麗 - 柳燕娘 小戽斗 - 丁老伯 邱莉珺 - 丁文英(小鈴) 王星 - 阿土 簡嘉伶 - 阿桃 |

### 枯桃木
| 播出集數                | 單元 | 單元名稱 | 演員-角色 |
| 第175後半集-第183前半集 | 22   | 枯桃木   | 周明增 - 濟公 慕鈺華 - 白靈 陳文山 - 廣亮 鄭志偉 - 必清 阿南 - 乾坤鼠 鄭雅分 - 綠姬 玉尙 - 劉義真 陳郁蓉 - 陰玉霞 練昱廷 - 楊明 |

### 天鵝夢
| 播出集數                | 單元 | 單元名稱 | 演員-角色 |
| 第183後半集-第200前半集 | 23   | 天鵝夢   | 周明增 - 濟公 慕鈺華 - 白靈、周紅杏 陳文山 - 廣亮 鄭志偉 - 必清 阿南 - 乾坤鼠 鄭雅分 - 綠姬 練昱廷 - 楊明 恬娃 - 周紅杏 孔龍 - 畢潘安 杜玉琴 - 周夫人 黃慧中 - 畢夫人 闞水源 - 畢仕貴 王小芬 - 仕貴妻 |

### 怒打狗奴才
| 播出集數                | 單元 | 單元名稱   | 演員-角色 |
| 第200後半集-第211前半集 | 24   | 怒打狗奴才 | 周明增 - 濟公 慕鈺華 - 白靈 陳文山 - 廣亮 鄭志偉 - 必清 汪白 - 元空 鄭雅分 - 綠姬 阿南 - 乾坤鼠 練昱廷 - 楊明 張晉魁 - 蕭承志(悟禪) 陳怡真 - 陸素秋 王晨旭 - 張發 陳一成 - 阿壽 李慧珊 - 素秋母 林佳新 |

### 虎姑婆
| 播出集數                | 單元 | 單元名稱 | 演員-角色 |
| 第211後半集-第217前半集 | 25   | 虎姑婆   | 周明增 - 濟公 慕鈺華 - 白靈 陳文山 - 廣亮 鄭志偉 - 必清 汪白 - 元空 鄭雅分 - 綠姬 阿南 - 乾坤鼠 練昱廷 - 楊明 張晉魁 - 悟禪 藍一萍 - 虎姑婆 李沛綾 - 蘇玉蘭 高崑淵 - 阿健 羅以翔 - 小虎 |

### 天蠶變
| 播出集數                | 單元 | 單元名稱 | 演員-角色 |
| 第217後半集-第225前半集 | 26   | 天蠶變   | 周明增 - 濟公、許至誠 慕鈺華 - 白靈 陳文山 - 廣亮 鄭志偉 - 必清 汪白 - 元空 鄭雅分 - 綠姬 阿南 - 乾坤鼠 練昱廷 - 楊明 張晉魁 - 悟禪 唐美雲 - 雪柔 李政翰 - 天蠶魔君 李敏郎 - 獵戶 翁順興 - 獵戶 黃立成 黃立行 林智文 |

### 地獄客
| 播出集數                | 單元 | 單元名稱 | 演員-角色 |
| 第225後半集-第234前半集 | 27   | 地獄客   | 周明增 - 濟公 慕鈺華 - 白靈 陳文山 - 廣亮 鄭志偉 - 必清 汪白 - 元空 鄭雅分 - 綠姬 阿南 - 乾坤鼠 練昱廷 - 楊明、杜賢 張晉魁 - 悟禪 李㼈 - 梁秋 張靜懿 - 顧文鳳 侯傑 - 郭進(郭同) 萬鴻貴 - 武判官 倪克 - 文判官 |

### 布袋僧
| 播出集數                | 單元 | 單元名稱 | 演員-角色 | 參考資料 |
| 第234後半集-第241前半集 | 28   | 布袋僧   | 周明增 - 濟公 慕鈺華 - 白靈 陳文山 - 廣亮、布袋和尚 鄭志偉 - 必清 汪白 - 元空 鄭雅分 - 綠姬 阿南 - 乾坤鼠 練昱廷 - 楊明 張晉魁 - 悟禪 吳帆 - 孟龍 呂俍慧 - 孟龍妻 張文進 - 萬財 | [ 5 ]    |

### 鬼燈籠
| 播出集數                | 單元 | 單元名稱 | 演員-角色 |
| 第241後半集-第250前半集 | 29   | 鬼燈籠   | 周明增 - 濟公 陳文山 - 廣亮 鄭志偉 - 必清 高欣欣 - 方小玉 宋光復 - 張天瑞 楊繡惠 - 張夫人 吳炎棟 - 小玉父 陳素珍 - 冷如霜 張文欽 - 阿福 兵承融 - 盛經 張芬瑄 - 小文 李冠廷 - 巫山道士 |

### 花娘
| 播出集數                  | 單元 | 單元名稱 | 演員-角色 |
| 第250後半集集-第260前半集 | 30   | 花娘     | 周明增 - 濟公 陳文山 - 廣亮 鄭志偉 - 必清 汪白 - 元空 鄭雅分 - 綠姬 阿南 - 乾坤鼠 林秀芳 - 花娘 王耿豪 - 宋光明 洪瑞霞 - 光明母 張文進 - 槐樹精 |

### 胭脂淚
| 播出集數            | 單元 | 單元名稱 | 演員-角色 |
| 第260後半集-第264集 | 31   | 胭脂淚   | 周明增 - 濟公(李修緣) 陳文山 - 廣亮 鄭志偉 - 必清 汪白 - 元空 鄭雅分 - 綠姬 阿南 - 乾坤鼠 陳怡真 - 胭脂 華少江 - 李元泰 張龍 - 修緣舅舅 |

## 主題曲
1. 借過 - 主唱：葉啟田
2. 無情世界多情人 - 主唱：高勝美
3. 天公疼憨人 - 主唱：曾心梅
4. 勉強的笑容 - 主唱：沈文程
5. 三角戀 - 主唱：龍千玉 / 黃思婷 / 傅振輝
6. 福氣啦 - 主唱：方怡萍 / 高向鵬
7. 愛你到老 - 主唱：韓寶儀 / 王登雄
8. 愛人在天涯 - 主唱：蔡秋鳳
9. 永遠牽做夥 - 主唱：黃志強 / 鄭琇月
10. 酒醉的人上大 - 主唱：鄭琇月
11. 愛錢無義 - 主唱：胡嘉玲
12. 情路 - 主唱：韓寶儀
13. 暫時醉茫茫 - 主唱：胡嘉玲
14. 真情作伴 - 主唱：慕鈺華

## 外部連結
- 台視《濟公》官方網站 （页面存档备份，存于）
- 台視官方頻道 TTV Official Channel （页面存档备份，存于）

## 電視節目的變遷
| 台視 星期一~五18:30 - 19:00             | 台視 星期一~五18:30 - 19:00           | 台視 星期一~五18:30 - 19:00 |
| --------------------------------------- | ------------------------------------- | --------------------------- |
|                                         | 濟公 （1995年10月31日-1996年11月5日） |                             |
| 晚香玉 （1995年8月31日-1995年10月30日） | —                                     |                             |